# 山崎朗
山﨑 朗（やまさき あきら、1957年5月11日- ）は、日本の経済学者。中央大学経済学部教授、経済学博士。専門は経済地理学、産業経済論、地域政策論、産業政策論、産業クラスター論、国土計画。

## 経歴
佐賀県唐津市生まれ。1981年京都大学工学部合成化学科卒業、1986年九州大学大学院経済学研究科博士課程満期退学、2000年「産業集積と立地分析」で、経済学博士（九州大学）の学位を取得。九州大学助手、1987年フェリス女学院大学講師、1990年滋賀大学経済学部助教授、九州大学経済学部助教授、同教授を経て、2005年より中央大学大学院経済学研究科教授。
経済地理学会評議員、産業学会理事、日本経済政策学会会員、産業構造審議会委員、経済産業省地域産業政策懇談会委員、国土構造審議会委員、国土交通省地方中枢都市研究会委員、日本地域開発センター評議員等を歴任。
1999年には東洋経済高橋亀吉賞受賞。

## 著作
- 『日本の国土計画と地域開発―ハイ・モビリティ対応の経済発展と空間構造』東洋経済新報社、1998年　ISBN 9784492392805
- 『産業集積と立地分析』大明堂、1999年　ISBN 9784470500604
- 『半導体クラスターのイノベーション―日中韓台の競争と連携』中央経済社、2008年

### 共編著
- 『日本の地域構造と地域政策』阿部和俊共著 ユニテ 1993
- 玉田洋共編 『IT革命とモバイルの経済学―空間克服と経済発展のメカニズム』東洋経済新報社、2000年 ISBN 9784492393338
- 友景肇共編 『半導体クラスターへのシナリオ―シリコンアイランド九州の過去と未来』 西日本新聞社、2001年 ISBN 9784816705427
- 『クラスター戦略』(編) 有斐閣、2002年　ISBN 9784641280755
- 石倉洋子・藤田昌久・前田昇・金井一頼共著『日本の産業クラスター戦略―地域における競争優位の確立』有斐閣、2003年　ISBN 9784641161979
- 阿部和俊共著『変貌する日本のすがた―地域構造と地域政策』古今書院、2004年　ISBN 9784772270113
- 小林潔司・朝倉康夫共著『これからの都市・地域政策―「実験型都市」が未来を創る』中央経済社、2005年　ISBN 9784502652905
- 『半導体クラスターのイノベーション―日中韓台の競争と連携』編著 九州経済調査協会, 国際東アジア研究センター編 中央経済社、2008年
- 『人口減少下の制度改革と地域政策』塩見英治共編著 中央大学出版部 中央大学経済研究所研究叢書 2011